# Сен-Марк-а-Фронжье
Сен-Марк-а-Фронжье́ (фр. Saint-Marc-à-Frongier) — коммуна во Франции, находится в регионе Лимузен. Департамент коммуны — Крёз. Входит в состав кантона Обюссон. Округ коммуны — Обюссон.
Код INSEE коммуны — 23211.

## Население
Население коммуны на 2010 год составляло 367 человек.
| 1962 | 1968 | 1975 | 1982 | 1990 | 1999 | 2010 |
| ---- | ---- | ---- | ---- | ---- | ---- | ---- |
| 409  | 394  | 367  | 376  | 407  | 348  | 367  |

## Экономика
В 2010 году среди 233 человек трудоспособного возраста (15—64 лет) 172 были экономически активными, 61 — неактивными (показатель активности — 73,8 %, в 1999 году было 64,7 %). Из 172 активных жителей работали 144 человека (80 мужчин и 64 женщины), безработных было 28 (14 мужчин и 14 женщин). Среди 61 неактивных 19 человек были учениками или студентами, 28 — пенсионерами, 14 были неактивными по другим причинам.